# Fanum d'Oisseau-le-Petit
Le fanum d'Oisseau-le-Petit est un temple antique de type fanum sur le territoire de la commune d'Oisseau-le-Petit, dans le département français de la Sarthe.
Le fanum semble avoir été construit à deux époques différentes : la première étape à l'époque de « La Tène D » et la deuxième au Ier siècle. L'édifice est fouillé à plusieurs reprises pendant la seconde moitié du XXe siècle. Les vestiges sont classés aux monuments historiques le 23 janvier 1987.
Le bâtiment est de style « gallo-romain », construit en calcaire. Il est presque de forme carrée de 21,5 m de côté et est constituée d'une péribole, d'un portique, d'une cella et d'une galerie.

## Localisation

Localisation d'Oisseau-le-Petit à l'époque romaine.

Le fanum fait partie de la civitas des Aulerques Cénomans. Il se situe à proximité du complexe urbain, formant une sorte de ceinture autour de la cité antique.
Le sanctuaire le plus proche possédant les mêmes caractéristiques est celui de Jublains. Il se situe à la jonction de plusieurs axes reliant Noviodunum, Rotomagus et Vindunum à l'époque romaine.
Au XXIe siècle, le site est localisé sur deux lieux-dits, celui de « Noiras » et celui de « Busses ».

## Historique et études archéologiques
Les archéologues estiment que la première construction date de l'époque de « La Tène D ». L'état final du fanum daterait du Ier siècle.
Les premières fouilles réalisées sur l'ensemble du site archéologique d'Oisseau-le-Petit commencent en 1837. Ces dernières s'intensifient dans la période 1887 à 1894. Une prospection aérienne est réalisée en 1973 permettant de faire une cartographie précise du site.
Des prospections archéologiques ont eu lieu sur le site du fanum, en particulier depuis le milieu des années 1980. En août-septembre 1984, le plan complet du fanum est découvert. Ces fouilles ont mis au jour des artéfacts à vocation religieuse, appelés aussi ex-votos. Ces derniers sont variés : fibules, clés ou pièces de monnaies.
De nouvelles fouilles sont organisées entre 1991 et 1997.
Les vestiges du fanum sont classés au titre des monuments historiques par arrêté du 23 janvier 1987. La restauration entamée a comme objectif de restaurer le monument à sa construction initiale.

## Description

Plan du fanum.

Le sanctuaire complet fait une centaine d'hectares comprenant : thermes, théâtre, trois fanums dont deux indigènes, une nécropole et un vaste édifice avec une cour centrale,. Des habitations et des boutiques sont également construites. Un puits profond existait proche du fanum, il est comblé à la fin du IIe siècle.
L'architecture du fanum est de style « gallo-romain ». Les structures et la construction sont rectilignes. Son enceinte sacrée, appelée péribole, de forme trapézoïdale fait pour la plus petite longueur de 21,5 m. Elle est composée d'un portique de 2,1 m à quatre côtés,. Le bâtiment s'organise autour d'une cella presque carrée d'une longueur de 3,85 m sur 3,95 m. Une galerie concentrique est présente d'une longueur de 8,79 m à 9 m et d'une largeur de 1,6 m à 1,75 m.
Un soubassement de 50 cm à 70 cm est présent, il est constitué de pierre calcaire bathonienne. Il est précédé d'un perron de 3,3 m d'une qualité moindre. Les sols de la cella et de la galerie sont en béton lisse. Les murs de la galerie d'une épaisseur de 90 cm sont plus épais que ceux de la cella compris entre 57 cm à 60 cm. Sa structure est composée d'éléments de maçonnerie. Une partie de la péribole comporte des décorations et des sculptures.

#### Ouvrages généraux
- Gérard Aubin, « Pays-de-la-Loire », Gallia, t. 43,‎ 1985, p. 461-463 (ISSN 2109-9588, lire en ligne, consulté le 11 avril 2024). .
- Estelle Bertrand et Florian Sarreste (préf. Alain Ferdière), Passé de campagnes - Fermes et villae antiques de la Sarthe : Catalogue de l’exposition tenue du 28 novembre 2012 au 24 juin 2013 au Centre d’Études et de Ressources Archéologiques du Maine Pierre Térouanne à Allonnes (Sarthe), CERAM Pierre Térouane Allonnes, 2008, 100 p. (lire en ligne). .
- Isabelle Fauduet, Les temples de tradition celtique en Gaule romaine, Paris, Errance, 1993, 159 p. (ISBN 2-87772-074-8), p. 53-54.
- Jacques Lacroix, « Les toponymes d’origine gauloise à sens sacré et les découvertes archéologiques de sanctuaires », Actes des colloques de la Société française d'onomastique, no 11,‎ 2004, p. 168 (lire en ligne, consulté le 11 avril 2024). .
- Yvan Maligorne, « Parure monumentale des agglomérations secondaires dans les cités de l'Ouest », Aremorica, no 5,‎ 2013, p. 123-124 (ISBN 978-2-901737-99-5, lire en ligne, consulté le 12 avril 2024). .

#### Ouvrages spécialisés
- Jean-Pierre Cosnier, « Le fanum d'Oisseau-le-Petit (Sarthe) », Archeographe,‎ 2016 (ISSN 2257-6045, lire en ligne, consulté le 14 avril 2024). .
- Claude Lambert et Jean Rioufreyt, « Les Sanctuaires d'Aubigné et d'Oisseau (72) : deux exemples d'architecture mixte », dans Christian Goudineau, Isabelle Fauduet, Gérard Coulon, Les Sanctuaires de tradition indigène en Gaule romaine, Paris, Actes du Colloque d'Argentomagus (Argenton-sur-Creuse/Saint-Marcel, Indre), 1994, p. 95-98.